# ポンチャートレイン湖コーズウェイ
ポンチャートレイン湖コーズウェイ（Lake Pontchartrain Causeway）は、アメリカ合衆国ルイジアナ州のポンチャートレイン湖にかかる全長38.42kmの橋。北詰のマンデビルから南詰のメテリー（ニューオーリンズ郊外）を結んでいる。1956年8月に初期のものが竣工。
有料道路であり、通行料は普通車で片道3ドル。北端のマンデビル側からの利用時のみ徴収される。従来は、通行料片道1ドル50セントで橋の両端で徴収されていたが、ニューオーリンズ方面へ向かう車両の混雑緩和を目的として、1999年に現在の徴収方法に変更された。

## 長さ
2015年12月現在、全てを含む全長としては2011年に完成した中華人民共和国にある青島膠州湾大橋の41.58kmが世界最長の水上橋とされているが、一続きの水上橋としてはポンチャートレイン湖コーズウェイが世界最長でありギネスブックにも登録されている。ただし、2016年にトンネルを含めた全長50.0kmの港珠澳大橋が開通し、これらの記録は更新されることとなった。

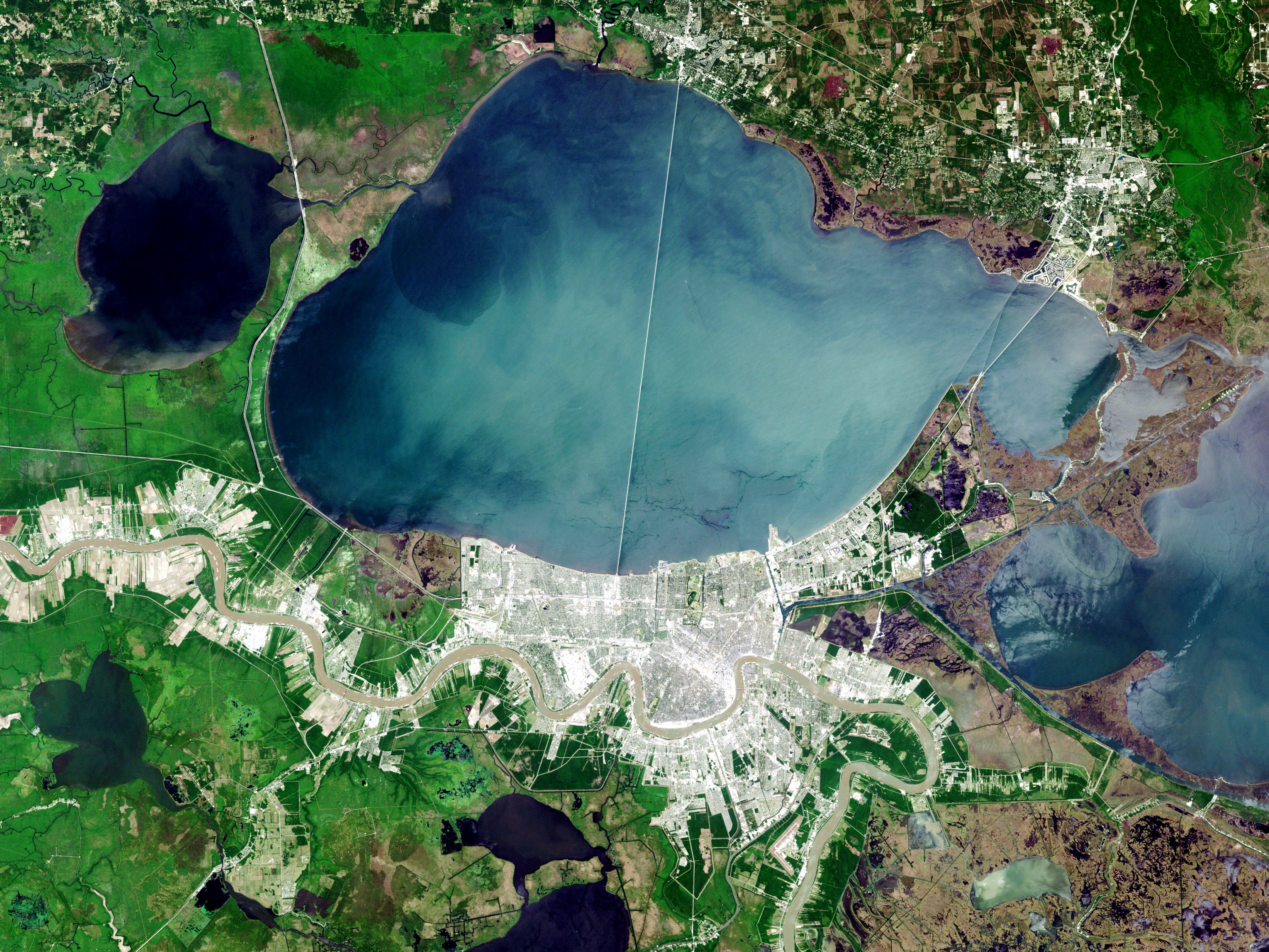
ポンチャートレイン湖の衛星写真（湖中央を南北に縦断するのがこの橋）
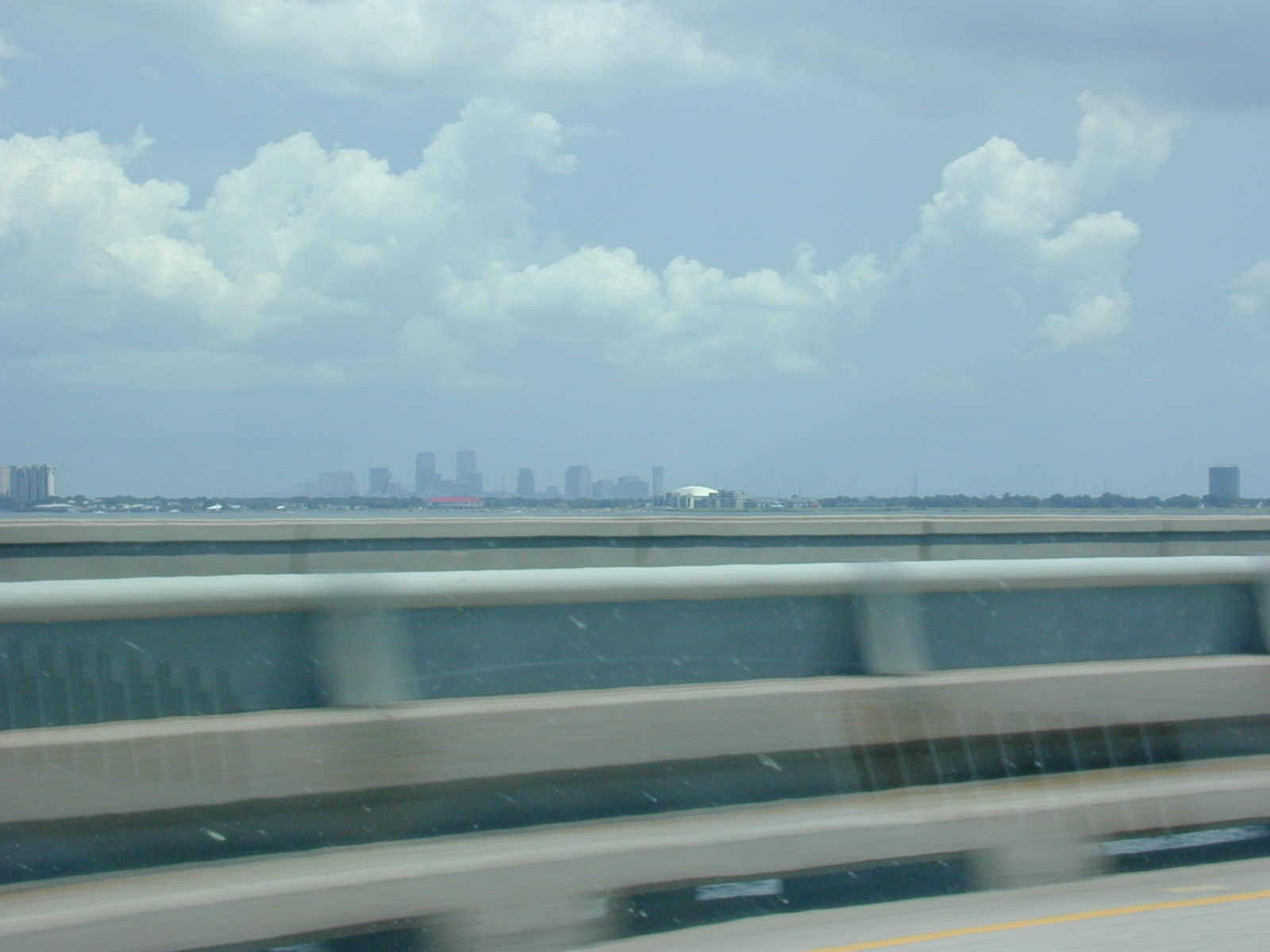
橋を走行中の車窓から望むニューオーリンズの中心部